# ماجدة عز
ماجدة فهمي عز (25 أبريل 1945 - 11 نوفمبر 2011)، لاعبة باليه وبطلة رياضية مصرية.

## سيرتها
ولدت ماجدة عز في 25 أبريل 1945 من «محمد فهمي عز» و«عائشة مراد». لعبت الجمباز في فريق النادي الأهلي وعمرها 8 سنوات. انتخبت الطالبة المثالية لكلية الاقتصاد والعلوم السياسية 1964. حصلت على بكالوريوس الاقتصاد والعلوم السياسية في 1967 وفي نفس السنة حصلت على بكالوريوس المعهد العالي للباليه، ثم بعد تخرجها درست الباليه وحصلت على الماجستر عن تصميم باليه الأطفال وإخراجه في 1973.

نالت الدكتوراه عن العلاقة بين الرقص الفرعوني ورقص الباليه الكلاسيكي 1975. بطولة الجمهورية للناشئات 1955. بطولة المدارس في السباحة 1958. ضمن فريق آنسات الأهلي الفائز ببطولة القاهرة في السباحة وتنس الطاولة. بطولة الجمهورية في تنس الطاولة. جائزة الموسيقار أبو بكر خيرت للعزف على البيانو. مثّلت مصر في المؤتمر الكشفي العربي بالدار البيضاء 1962. تدرجت في السلك الجامعي لتصبح أول عميد لمعهد الباليه بأكاديمية الفنون 1988.

## حياتها الشخصية
كانت متزوجة من حسن مصطفى.

## وفاتها
توفيت في 11 نوفمبر 2011 بعد صراع طويل مع المرض، حيث تم نقلها إلى مستشفى قصر العيني الفرنساوي ودخلت في غيبوبة، إلى أن توفيت وشيعت من مسجد السيدة نفيسة.

## الجوائز
- جائزة مهرجان الإذاعة والتليفزيون عن تصميم استعراضات بطولة كأس العالم لكرة اليد، 1999.
- جائزة الدولة للتفوق في الفنون؛ 2007.[5]